# Йоанис Комнинос
Йоанис Комнинос, известен и като Янаки Комнино (на гръцки: Ιωάννης Κομνηνός), е виден гражданин на Балчик от XIX век, грък по народност.

## Биография
Роден е в 1787 година и е едър търговец на зърно от района на Балчик и Варна. Изнася зърно за европейския пазар и за Цариград.
Назначен е за гръцки вице-консул в Балчик през октомври 1846 г. На този пост остава за около една година. През 1860 г. с негови средства се изгражда гръцко училище в Балчик.
Служил е и като викарий на Гръцкия архиепископ на Варна. От 1871 до 1878 г. е представител на варненското руско вицеконсулство в Балчик.
По време на Временното руско управление след Руско-турската война (1877 – 1878) е назначен за управител на Градския съвет в Балчик и така де факто е първият български кмет на Балчик. Избран е по звание в Учредителното събрание в Търново през 1879 година. Участва и в 1 ВНС от Балчик за избор на княз.
Умира на в Балчик на 14 октомври 1902 година на 115 години.